# 泰倫加納邦設邦運動
泰倫加納邦設邦運動是指印度國內自安德拉邦設立新邦泰倫加納邦的運動。這一運動計劃設邦的地區包括了舊海得拉巴土邦的泰盧固語地區。2014年6月2日，泰倫加納邦正式設立。